# Ada (prénom)
Pour les articles homonymes, voir Ada.
Ada ou Adah est un prénom féminin.

## Étymologie
Ada est une forme abrégée de prénoms d'origine germanique dont le premier élément est adal- qui signifie « noble ». (Voir Adélaïde).
Mais il peut être également une variante latinisée du nom biblique Adah qui signifie « ornement » en hébreu.
Dans la culture turque, Ada signifie « île ».[réf. nécessaire]
Dans la culture yoruba, Ada signifie « première fille » ou « fille royale ».[réf. nécessaire]

## Occurrence
Prénom en usage au Moyen Âge, Ada est pratiquement abandonné ensuite en France alors qu'il reste en usage en Italie. Il revient à partir des années 2000. La variante Adina, apparue vers 1980, est attribuée sporadiquement en France.
En 2022 environ 989 françaises portent le prénom Ada. Son année record d'attribution est 2022 avec 82 naissances

## Personnages célèbres

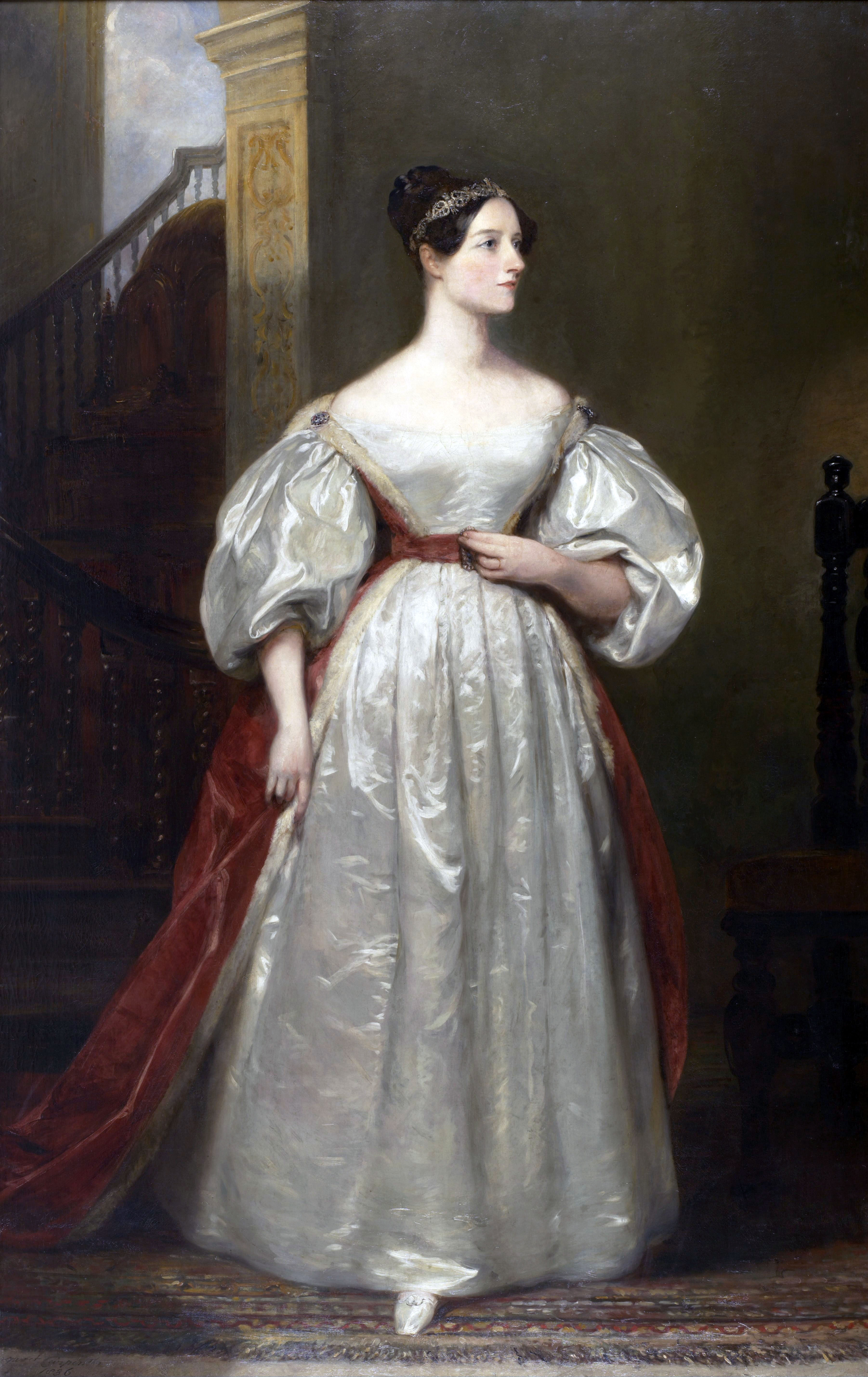
Ada Lovelace est une mathématicienne britannique du XIX, fille de Lord Byron et pionnière de la science informatique.

- Dans la Bible, on trouve deux Adah dans le livre de la Genèse. La première est une des deux femmes de Lémec, cinquième descendant de la lignée de Caïn (Livre de la Genèse, 4-19) et la seconde est l'une des deux nouvelles femmes d'Ésaü, fils d'Isaac et frère de Jacob (Livre de la Genèse, 36-2).
- Sainte Ada (ou Ada du Mans) est une sainte catholique du VIIe siècle.
- Ada était le nom de la sœur de Charlemagne. Elle est célèbre pour l'Évangéliaire d'Ada, un manuscrit carolingien qui lui fut dédié.
- Ada Lovelace, fille de Lord Byron, est une mathématicienne britannique du XIXe siècle et une pionnière de la programmation informatique
- Ada de Warenne (vers 1123 - 1178), est une noble anglo-normande qui épouse le prince écossais Henri d'Écosse, comte de Northumberland et de Huntingdon. Elle devient la mère de deux rois écossais, Malcolm IV d'Écosse et Guillaume Ier d'Écosse.
- Ada a également un certain nombre de références fictives comme Ada dans le film Cold Mountain joué par Nicole Kidman. C’est aussi l’héroïne du roman de Nabokov sorti en 1969 du même nom : Ada.